# Сладостный край
«Сладостный край» (англ. Sweet Country) — кинофильм режиссёра Уорика Торнтона, вышедший на экраны в 2017 году. Лента основана на реальной истории, произошедшей в 1929 году на территории австралийского аутбэка.

## Сюжет
Действие происходит в 1920-е годы в глухом районе Северной Австралии. На одной из местных ферм появляется новый жилец — ветеран войны Гарри Марч, страдающий вспышками агрессии. Чтобы навести порядок на своей территории, он просит своего соседа Фреда Смита одолжить ему на время его работников-аборигенов Сэма Келли и его жену Люси. Пока Сэм работает в поле, Гарри в доме насилует его жену. Спустя некоторое время он одалживает работников у другого соседа Мика Кеннеди, однако один из них — подросток по имени Филомак — совершает кражу и скрывается на ферме Смита, отъехавшего по делам в город. Гарри является к соседу и выламывает дверь в его доме, однако погибает от рук Сэма. Совершив серьёзнейшее преступление — убийство белого человека — Сэм с женой вынужден пуститься в бега...

## В ролях
- Хэмилтон Моррис — Сэм Келли
- Шаника Коул — Люси, жена Сэма
- Юэн Лесли — Гарри Марч
- Сэм Нилл — Фред Смит
- Томас Райт — Мик Кеннеди
- Гибсон Джон — Арчи
- Тремейн и Тревон Дуланы — Филомак
- Натассия Гори Фёрбер — Лиззи
- Брайан Браун — сержант Флетчер
- Анни Финстерер — Нелл
- Мэтт Дэй — судья Тейлор

## Награды и номинации
- 2017 — специальный приз жюри Венецианского кинофестиваля.
- 2017 — приз зрительских симпатий на кинофестивале в Аделаиде.
- 2017 — приз программы «Платформа» на кинофестивале в Торонто.
- 2017 — Азиатско-Тихоокеанская кинопремия за лучший фильм (Дэвид Джоуси, Грир Симпкин, Дэвид Трантер), а также две номинации: лучший сценарий (Дэвид Трантер, Стивен Макгрегор) и лучшая операторская работа (Уорик Торнтон, Дилан Ривер).
- 2017 — участие в основной конкурсной программе кинофестиваля Camerimage, Вальядолидского и Лондонского кинофестиваля.
- 2018 — 6 премий Австралийской киноакадемии: лучший фильм (Дэвид Джоуси, Грир Симпкин, Дэвид Трантер), лучшая режиссура (Уорик Торнтон), лучший оригинальный сценарий (Дэвид Трантер, Стивен Макгрегор), лучший актёр (Хэмилтон Моррис), лучшая операторская работа (Уорик Торнтон), лучший монтаж (Ник Майерс). Кроме того, лента была номинирована в 4 категориях: лучшая актриса второго плана (Натассия Гори Фёрбер), лучший дизайн костюмов (Хитер Уоллес), лучший кастинг (Ануша Заркеш), лучший звук (Дэвид Трантер, Том Келлар, Сэм Гейн-Эмери, Уилл Шеридан).
- 2018 — участие в международной конкурсной программе Гётеборгского кинофестиваля.
- 2018 — участие в программе «Дух свободы» Иерусалимского кинофестиваля.
- 2019 — номинация на Международную премию Австралийской киноакадемии за лучшую режиссуру (Уорик Торнтон).
- 2019 — 6 премий Австралийской ассоциации кинокритиков: лучший фильм, лучшая режиссура (Уорик Торнтон), лучший сценарий (Дэвид Трантер, Стивен Макгрегор), лучший актёр (Хэмилтон Моррис), лучший актёр второго плана (Сэм Нилл), лучшая операторская работа (Уорик Торнтон). Кроме того, лента получила три номинации: лучшая актриса второго плана (Натассия Гори Фёрбер), лучший актёр второго плана (Юэн Лесли и Брайан Браун).
- 2019 — три премии Круга кинокритиков Австралии: лучший фильм (Дэвид Джоуси, Грир Симпкин), лучшая режиссура (Уорик Торнтон), лучший актёр (Хэмилтон Моррис). Кроме того, лента получила 5 номинаций: лучший сценарий (Дэвид Трантер, Стивен Макгрегор), лучший актёр второго плана (Сэм Нилл и Брайан Браун), лучшая операторская работа (Уорик Торнтон, Дилан Ривер), лучший монтаж (Ник Майерс).